# Jean-Joseph Picoré
Jean-Joseph Picoré, né à Nancy le 2 décembre 1844 et mort dans la même ville le 8 septembre 1928, est un arboriculteur et paysagiste français.

## Biographie
Jean-Joseph Picoré naît à Nancy le 2 décembre 1844.
Après une scolarité dans sa ville natale, Jean-Joseph Picoré entre en apprentissage dans les pépinières de Louis Crousse, en même temps que son fils, François-Félix Crousse, qui deviendra un horticulteur de renom.
Jean-Joseph poursuivra son apprentissage d'arboriculteur et de professeur d'arboriculture chez Louis-Germain Alix, considéré comme le « père de l'arboriculture nancéienne ». Ce dernier le nommera professeur en 1874.
Il épouse Joséphine Joly en 1871 et s'installe rue du Faubourg Sainte-Catherine à Nancy, dont le jardin sera transformé en jardin-école dès 1874. Ils auront 5 enfants dont une fille qui s'installera horticultrice à Dijon et son unique fils qui travaillera avec son père mais sera tué aux combats en septembre 1914.
Dès 1875, Jean-Joseph donne des cours publics et gratuits au sein de la pépinière Alix, alternant formation théorique puis travaux pratiques et démonstrations dans divers jardins qu'il avait créés.
Ces cours, abondamment illustrés, lui valurent plusieurs prix de la part de la Société Centrale d'Horticulture de Nancy. Il en est l'un des membres fondateurs en 1877. Jean-Joseph Picoré en deviendra le premier professeur d’arboriculture en 1889.
Désormais ses cours seront donnés aussi bien à Nancy que dans les autres communes du département de Meurthe-et-Moselle, et il est en contact avec les sociétés d’horticulture des Vosges, de la Meuse et de la Haute-Marne.
Il crée les pépinières du Montet, à proximité immédiate du futur parc de Saurupt.
Il s’éteint à la veille de la grande crise de 1929.

## Parcs créés
Parmi les nombreux parcs publics ou privés créés à Nancy, en Lorraine et même au-delà, sont toujours visibles :
- Parc romantique du Château du Grand Jardin à Joinville (1907),
- Le parc Japiot, à Verdun,
- Parc à la française du Château de Mercy, proche de Metz.